# Доммартен-суз-Аманс
Доммарте́н-суз-Ама́нс (фр. Dommartin-sous-Amance) — коммуна во французском департаменте Мёрт и Мозель, региона Лотарингия. Относится к кантону Мальзевиль.

## География

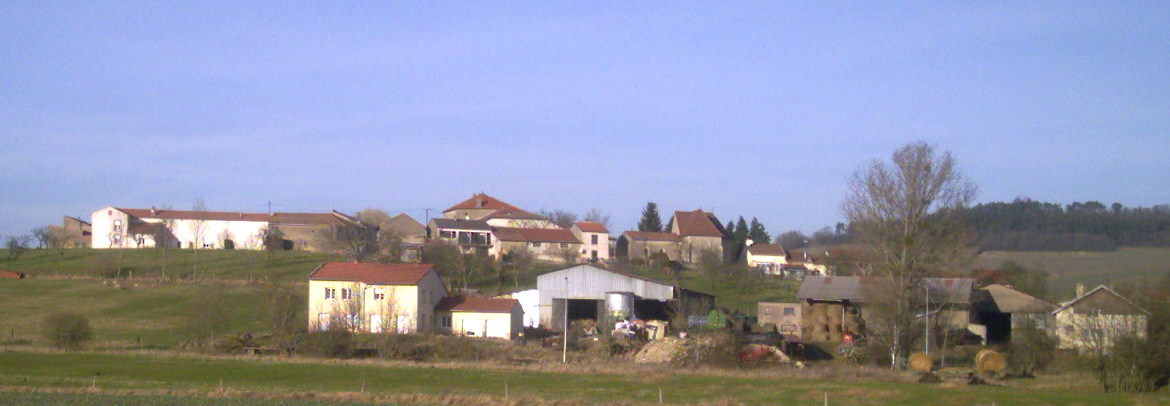
Доммартен-суз-Аманс

Доммартен-суз-Аманс расположен в 8 км к северу-востоку от Нанси у небольшой реки Амезюль, правого притока Мёрта. Соседние коммуны: Летр-суз-Аманс на северо-востоке, Сешам на юге, Аженкур на юго-западе. 

## Демография
Население коммуны на 2010 год составляло 257 человек.
| 1962 | 1968 | 1975 | 1982 | 1990 | 1999 | 2010 |
| ---- | ---- | ---- | ---- | ---- | ---- | ---- |
| 172  | 221  | 279  | 300  | 282  | 291  | 257  |